# Згарта
Згарта (арап. زغرتا) је град Либану у гувернорату Северни Либан. Према процени из 2005. у граду је живело 32 917 становника.